# دیابلاک (کنتاکی)
دیابلاک (به انگلیسی: Diablock) یک منطقهٔ مسکونی در ایالات متحده آمریکا است که در شهرستان پری، کنتاکی واقع شده‌است. دیابلاک ۴۵۳ نفر جمعیت دارد و ۲۷۸٫۹ متر بالاتر از سطح دریا واقع شده‌است.